# Speyeria mammothi
Speyeria mammothi är en fjärilsart som beskrevs av Gunder 1924. Speyeria mammothi ingår i släktet Speyeria och familjen praktfjärilar. Inga underarter finns listade i Catalogue of Life.